# Abierto Mexicano Telcel 2008
Die Abierto Mexicano Telcel 2008 waren ein Tennisturnier der WTA Tour 2008 für Damen und ein Tennisturnier der ATP Tour 2008 für Herren in Acapulco und fanden zeitgleich vom 23. Februar bis 1. März 2008 statt.

## Herrenturnier
→ Qualifikation: Abierto Mexicano Telcel 2008/Herren/Qualifikation

## Damenturnier
→ Qualifikation: Abierto Mexicano Telcel 2008/Damen/Qualifikation